# Cotinis subviolacea
Cotinis subviolacea är en skalbaggsart som beskrevs av Hippolyte Louis Gory och Achille Rémy Percheron 1833. Cotinis subviolacea ingår i släktet Cotinis och familjen Cetoniidae. Inga underarter finns listade i Catalogue of Life.